# Back to Basics (album)
Back To Basics este cel de-al treilea album în limba engleză, lansat de către cântăreața de origine Americană, Christina Aguilera pe data de 15 august 2006. Albumul a fost foarte bine primit de către critici și de fani, cu toate că a vândut mai puțin decât precedentele albume ale acesteia: Back to Basics a vândut până în prezent 5 milioane de albume în toată lumea pe când Christina Aguilera 12.5 milioane, iar Stripped 11 milioane (declarat în septembrie 2007).
A ocupat poziția întâi în 13 țări. Primul single, intitulat Ain't No Other Man, a fost aclamat de către critici. Acesta a fost un succes substanțial, ocupând locul 2 în topul United World Chart, locul 6 în S.U.A. și a intrat în top 5 în Europa. Single-ul a fost primit ca o bună piesă de revenire, ea rămânând în afara reflectoarelor, după era Stripped. Aguilera a descris dublul album ca fiind :"O întoarcere în anii 20, 30, 40, cu influențe jazz, blues și feel-good soul music și un twist modern.". Principalii producători ai albumului sunt: DJ Premier, Kwamé, Linda Perry, și Mark Ronson. Una dintre piese, intitulată "F.U.S.S." a fost scrisă ca un răspuns la conflictul dintre Aguilera și Scott Storch, din timpul înregistrării albumului Stripped. Într-un interviu acordat revistei Maxime, Aguilera a declarat: "Aceasta e o cale de a arăta experiența pe care am avut-o cu el. Am făcut o treabă bună împreună, pe albumul Stripped... Când am încercat să lucrez din nou cu el, s-a făcut nevăzut la cererea mea. A fost dezamăgitor că cineva a reacționat în acest fel.".
Aguilera a primit drepturi de autor pentru fiecare piesă și a fost producătorul executiv al albumului. Acesta a debutat la numărul 1 în S.U.A. și în Regatul Unit. Aguilera a fost cea mai bine vândută artistă a anului 2006, până câteva săptămâni mai târziu când, Beyonce a scos noul său album B'Day.
Următoarele piese "Hurt" și "Candyman" au ocupat, de asemenea poziții în topurile din lume. Christina Aguilera a fost co-directorul ambelor videoclipuri, împreună cu Floria Sigismondi care a produs videoclipul "Fighter" și mai târziu cu regizorul/fotograful Matthew Rolston care a fost inspirat de către Surorile Andrews.
Aguilera a susținut Turneul Back to Basics, cu optsprezece concerte în Europa, începând cu data de 17 noiembrie și care urma să fie terminat pe data de 17 decembrie. Totuși, ea nu a putut încheia turneul din cauza stării sale de sănătate. Contrar declarațiilor, ea a început un alt turneu, în America de Nord, compus din 41 de concerte, început pe data de 20 februarie, 2007-Huston și terminat pe data de 23 mai-San Diego 
. 
După terminarea acestui turneu, Christina a început un altul, în Asia și Australia, care a început pe data de 18 iunie- Osaka și a fost încheiat pe data de 3 august- Auckland. Încă nu a fost confirmat dacă, Aguilera își va continua turneul și în America Latina. Turneul Back to Basics a fost declarat cel mai de succes turneu al unei artiste în anul 2007. În prima parte a anului 2008, Aguilera a lansat DVD-ul Back to Basics: Live and Down Under. Acesta conține înregistrări ale concertelor sale.
La ediția cu numărul 49 a premiilor Grammy, Aguilera a câștigat din nou un premiu Grammy pentru Cea mai bună voce pop feminină pentru piesa "Ain't No Other Man"..

## Lista Cântecelor

### Primul CD
| #   | TItlul                              | Muzica/Versuri                                                                        | Durata |
| --- | ----------------------------------- | ------------------------------------------------------------------------------------- | ------ |
| 1.  | "Intro(Back to Basics)"             | Aguilera, Martin, DioGuardi, Hawkind, Darnell                                         | 1:47   |
| 2.  | "Makes Me Wanna Pray"               | Aguilera, DioGuardi, Harrison, Windwood                                               | 4:10   |
| 3.  | "Back in the Day"                   | Aguilera, Martin, DioGuardi, Costa, Castor, Fridie, Gibson, Jensen, Manigault, Thomas | 4:13   |
| 4.  | "Ain't No Other Man"                | Aguilera, Charles Roane, Chris E. Martin, Harold Beatty, Kara DioGuardi               | 3:48   |
| 5.  | "Understand"                        | Aguilera, DioGuardi, Holland, Toussaint                                               | 3:46   |
| 6.  | "Slow Down Baby"                    | Aguilera, Ronson, DioGuardi, Angry, Guest, Knight, Patton, Knight, Bernard, Harper    | 3:29   |
| 7.  | "Oh Mother"                         | Aguilera, Thornton, Rankin, Thornton, DioGuardi                                       | 3:46   |
| 8.  | "F.U.S.S."                          | Aguilera, Roane, DioGuardi                                                            | 2:21   |
| 9.  | "On Our Way"                        | Aguilera, Thornton, Rankin, Thornton, DioGuardi                                       | 3:36   |
| 10. | "Without You"                       | Aguilera, DioGuardi, Ronson, Lewis                                                    | 3:56   |
| 11. | "Still Dirrty"                      | Aguilera, Martin, DioGuardi                                                           | 3:46   |
| 12. | "Here to Stay"                      | Aguilera, Holley, Reyes, Allen, Jackson                                               | 3:19   |
| 13. | "Thank You (Dedication to Fans...)" | Aguilera, Martin, DioGuardi, Sheyne, Frank, Kipner                                    | 4:59   |

### Al doilea CD
| #   | Titlul                      | Muzica/Versuri                    | Durata |
| --- | --------------------------- | --------------------------------- | ------ |
| 1.  | "Enter the Circus"          | Aguilera, Perry                   | 1:42   |
| 2.  | "Welcome"                   | Aguilera, Perry, Ronson, Paul Ill | 2:42   |
| 3.  | "Candyman"                  | Aguilera, Perry                   | 3:14   |
| 4.  | "Nasty Naughty Boy"         | Aguilera, Perry                   | 4:45   |
| 5.  | "I Got Trouble"             | Aguilera, Perry                   | 3:42   |
| 6.  | "Hurt"                      | Aguilera, Perry, Ronson           | 4:03   |
| 7.  | "Mercy on Me"               | Aguilera, Perry                   | 4:33   |
| 8.  | "Save Me from Myself"       | Aguilera, Perry, Bottrell         | 3:13   |
| 9.  | "The Right Man"             | Aguilera, Perry                   | 3:51   |
| 10. | "Back to Basics"Bonus Video |                                   | 10:07  |

## Single-uri
| Informații despre single |
| --- |
| Ain't No Other Man - Lansat: Iunie, 2006 - Logo: RCA Records - Poziție în top: #2 (United World Chart, Norvegia, Marea Britanie), #3 (Irlanda), #5 (Germania, Noua Zeelandă, Elveția). |
| Hurt - Lansat: Septembrie, 2006 - Logo: RCA Records - Poziție în top: #1 (Elveția), #2 (Austria, Germania, Olanda, Rusia, Suedia), #3 (Europa, Franța, Grecia).                        |
| Candyman - Lansat: 20 Februarie, 2007 (U.S.) - Logo: RCA Records - Poziție în top: #1 (Rusia), #2 (Australia, Noua Zeelandă), #5 (Belgia).                                             |
| Slow Down Baby - Lansat: 28 Iulie, 2007 (U.S.) - Logo: RCA Records, Sony BMG - Poziție în top: #3 (Bulgaria), #21 (Australia), #38 (Noua Zeelandă), #99 (Chile).                       |
| Oh Mother - Lansat: 24 Septembrie-8 Octombrie 2007 - Logo: RCA Records - Poziție în top: #22 (Franța).                                                                                 |